# Myrmarachne pumilio
Myrmarachne pumilio este o specie de păianjeni din genul Myrmarachne, familia Salticidae. A fost descrisă pentru prima dată de Karsch, 1880. Conform Catalogue of Life specia Myrmarachne pumilio nu are subspecii cunoscute.